# Royal Cliff Hotels Group
Il Royal Cliff Hotels Group è un complesso alberghiero di lusso thailandese.
Categorizzato con 5 stelle, il complesso consiste di 4 hotel e di un centro congressi polivalente situati tra Jomtien e Pattaya Sud. Si estende su 26 ettari di terreno tenuto a parco, che sovrasta la costa orientale del Golfo di Thailandia. Il resort ha ricevuto numerosi e prestigiosi riconoscimenti, ed è l'unica proprietà alberghiera in Asia ad essere elencata nel TTG Travel Hall of fame.

## Storia
Nel 1973 venne aperto il Royal Cliff Beach Terrace con 106 camere ed un anno dopo vi si aggiunse il Royal Cliff Beach Hotel. Nei dodici anni successivi, i due alberghi si affermarono come sistemazioni alberghiere di prima categoria a Pattaya. Nel 1986 venne inaugurato il Royal Wing Suites & Spa alla presenza di S.A.R. il principe ereditario Maha Vajiralongkorn, che divenne da allora il portabandiera del Resort. Poi, nel 1992 il Resort fu completato con il Royal Cliff Grand Hotel & Spa. TripAdvisor ha già classificato il Royal Cliff Grand Hotel & Spa fra le migliori sistemazioni alberghiere di Pattaya.
Verso la fine del 1999, venne fatta un'ulteriore aggiunta alle strutture per convegni, seminari, promozioni o mostre nell'ambito del resort. Si trattava di una struttura multiuso per convegni, il PEACH, Pattaya Exhibition and Convention Hall, con la possibilità di ospitare fino a 8.000 delegati.
Il Royal Cliff Hotels Group è stata la sede di alcuni fra i più importanti convegni nella regione, con alcune conferenze dell'ASEAN tenutesi qui nel corso degli anni. Nel 1991, il resort ha ospitato i colloqui di pace per la Cambogia; nel 1997, l'hotel divenne la sede dove venne stilato il progetto per la nuova Costituzione Thailandese; e nel 2003, ha ospitato il APEC Tourism Working Group, con la partecipazione di dirigenti del ramo turistico di 21 paesi membri.
Nell'aprile del 2009, una conferenza dell'ASEAN ha dovuto essere immediatamente ed inaspettatamente cancellata, e i leader dei paesi asiatici sono stati evacuati, alcuni in elicottero, dopo che centinaia di contestatori avevano invaso la struttura. La protesta ebbe luogo l'ultimo giorno della conferenza dell'ASEAN+3, ospitata dal Ministero degli Esteri di Thailandia, causandone la fine improvvisa, ma non prima che i delegati avessero concluso, con successo, diverse ed importanti riunioni durante i primi due giorni dell'incontro. I leader delle delegazioni vennero scortati fuori della proprietà e i contestatori vennero dispersi. Nessun delegato, ospite dell'hotel, turista o impiegato dell'albergo venne ferito durante la protesta.

## Strutture e servizi

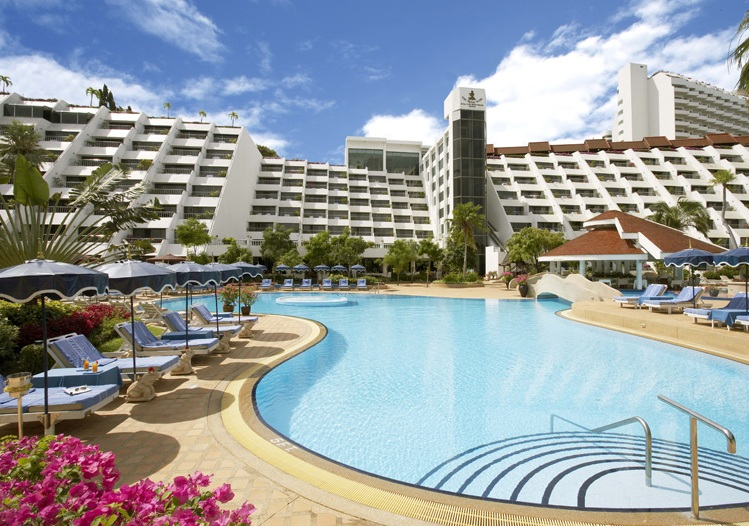
Royal Wing Suites & Spa.

In totale il Royal Cliff Hotels Group si compone di 4 alberghi a 5-stelle, collegati da viali, ed offre un totale di 1.090 camere e suite, 10 ristoranti, 10 bar, 5 piscine, 2 spa della salute, una scuola di arte culinaria thailandese, un modernissimo complesso di strutture per il fitness, 7 campi da tennis illuminati, 2 campi da squash, un percorso da golf a 4-buche (Pitch and Putt), 2 spiagge private, un centro congressi di fama mondiale, 3 sale da ballo, 54 sale riunioni e un catamarano privato per il noleggio.

## Ospiti famosi
Da Carlo XVI Gustavo di Svezia all'ex presidente degli Stati Uniti Jimmy Carter e agli attori Roger Moore, William Hurt e Britt Ekland, numerosi VIP, artisti e capi di stato hanno visitato il Royal Cliff Beach Resort negli ultimi trenta anni. Parecchi campioni di tennis compresi Nikolaj Davydenko, Michail Južnyj, Nicolas Kiefer e Paradorn Srichaphan sono stati regolarmente ospiti del Royal Cliff ed hanno giocato sui campi da tennis del resort.
Altri reali e capi di stato che hanno soggiornato al resort: Alberto II dei Belgi, il Re Mswati III dello Swaziland, Norodom Sihanouk e Norodom Monineath Sihanouk, rispettivamente ex Re e Regina della Cambogia, il principe e la principessa Akishino del Giappone, i primi ministri di Singapore Lee Kuan Yew e Lee Hsien Loong, il presidente delle Filippine Gloria Macapagal-Arroyo, il presidente della Corea del Sud Lee Myung-bak, il primo ministro della Cambogia Hun Sen e il primo ministro della Thailandia Abhisit Vejjajiva.